# Cesare Bernardo Bellini
Cesare Bernardo Bellini (* 1853 in Neapel; † 1940) war ein italienischer Komponist und Gesangslehrer.
Bellinis Oper Sogno d’amore nach einem Libretto von Enrico Golisciani wurde am 12. Januar 1880 im Casino dell’Unione von Neapel uraufgeführt. Er ist der Vater des Komponisten Ettore Bellini.